# 有松愛宕
有松愛宕（ありまつあたご）は、愛知県名古屋市緑区の町名。丁番を持たない単独町名である。住居表示未実施。

## 地理
名古屋市緑区の南部に位置し、東は有松町大字桶狭間、西は有松南、南は緑花台、北は有松三丁山と接する。

## 歴史

### 町名の由来
旧有松町および有松町大字桶狭間字愛宕西による。愛宕西は愛宕社による地名。

### 沿革
- 2001年（平成13年）2月17日 - 緑区有松町大字有松（字三丁山）・大字桶狭間（字愛宕西・権平谷）・大高町（字西鰌池・東鰌池・東峡・東山・平部高根・崙天）の各一部より、同区有松愛宕が成立[1]。

## 世帯数と人口
2019年（平成31年）3月1日現在の世帯数と人口は以下の通りである。
| 町丁     | 世帯数  | 人口  |
| -------- | ------- | ----- |
| 有松愛宕 | 274世帯 | 689人 |

### 人口の変遷
国勢調査による人口の推移
| 2005年（平成17年） | 718人 | [ 8 ]  |  |
| 2010年（平成22年） | 673人 | [ 9 ]  |  |
| 2015年（平成27年） | 639人 | [ 10 ] |  |

## 学区
市立小・中学校に通う場合、学校等は以下の通りとなる。また、公立高等学校全日制普通科に通う場合の学区は以下の通りとなる。
| 番・番地等 | 小学校               | 中学校               | 高等学校 |
| ---------- | -------------------- | -------------------- | -------- |
| 全域       | 名古屋市立有松小学校 | 名古屋市立有松中学校 | 尾張学区 |

## 交通
- 愛知県道243号東海緑線

## 施設
- 愛宕霊園

## その他

### 日本郵便
- 郵便番号 : 458-0903[4]（集配局：緑郵便局[13]）。